# Mafia, una legge che non perdona
Pour plus de détails, voir Fiche technique et Distribution.
Mafia, una legge che non perdona est un poliziottesco italien réalisé par Roberto Girometti et sorti en 1980.

## Synopsis
Les héritiers de l'ancienne mafia se livrent à une lutte sanglante pour s'assurer le monopole du crime organisé.

## Fiche technique
- Titre italien : Mafia, una legge che non perdona[1]
- Réalisateur : Roberto Girometti
- Scénario : Roberto Girometti, Pelio Quaglia
- Photographie : Roberto Girometti
- Montage : Luciano Anconetani
- Musique : Massimo Camilletti
- Décors : Silvana Paoletti
- Maquillage : Massimo Camilletti
- Production : Nino Vendetti
- Société de production : Cabaret Film
- Pays de production :  Italie
- Langue originale : italien
- Format : Couleur - Son Dolby Digital - 35 mm
- Durée : 79 minutes
- Genre : Poliziottesco
- Dates de sortie :
  - Italie : 28 novembre 1980[2]

## Distribution
- Jackie Basehart : Tony
- Malisa Longo : Angela
- Raffaele Fortunato : Raffaele
- Gordon Mitchell : chef de la camorra
- Fabrizio Marani : Michel, l'enfant
- Antonella Lualdi : Denise
- Bruno Venturini : Bruno, le chanteur
- Gianni Diana : le commissaire
- Franco Angrisano : Sic-Sic
- Annabella Schiavone : la femme de Sic-Sic
- Margit Evelyn Newton : Teresa

## Accueil critique
Dans son ouvrage sur le film policier italien, Roberto Curti décrit le film comme du « cinéma de troisième catégorie », avec une mauvaise réalisation, un relief comique grinçant de la part d'Angrisano et de Shiavone et un « rythme inexistant ».